# Бриг (Швейцария)
Бриг (нем. Brig, фр. Brigue, итал. Briga) или Бриг-Глис (Brig-Glis) — город на юге Швейцарии в кантоне Вале, у северного подножья перевала Симплон. Бриг также является столицей одноимённого округа.

## География

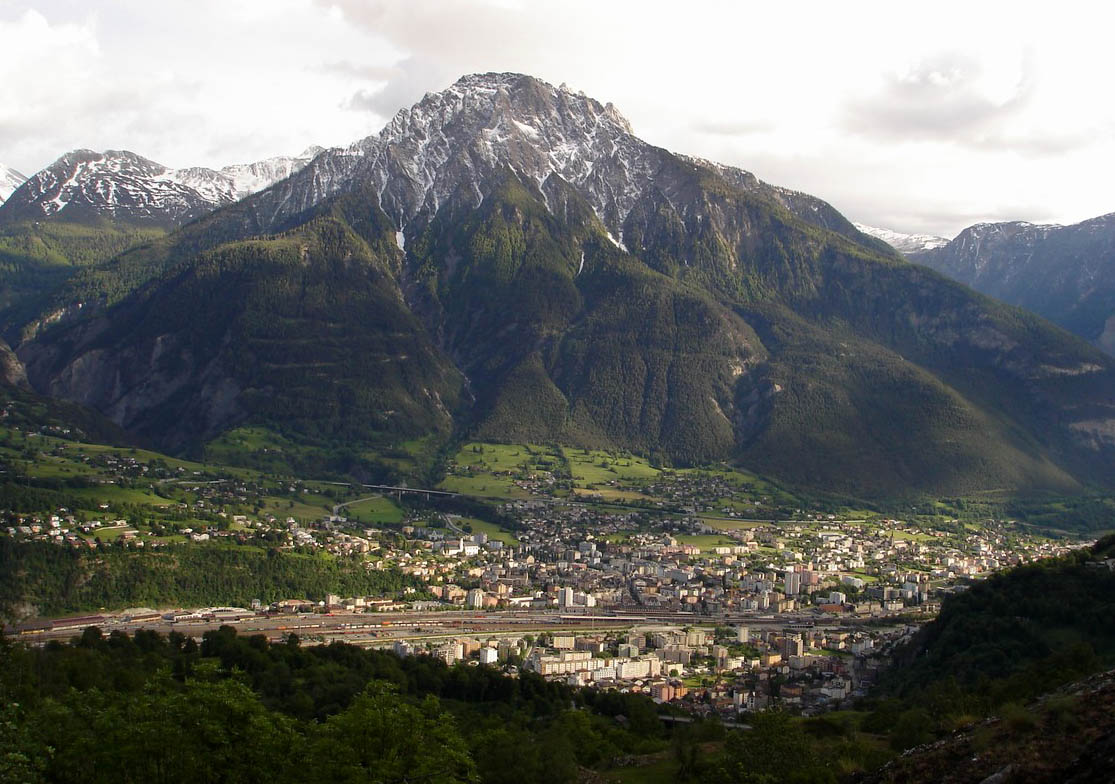
Вид на Бриг

Город Бриг расположен на высоте 681 метр над уровнем моря на южном берегу реки Рона, в долине, разделяющей Бернские и Валийские Альпы. Город окружён горами Глисхорн (нем. Glishorn, 2 525 м), Фюлхорн (нем. Fülhorn, 2 738 м), Штральхорн (нем. Strahlhorn, 3 200 м) и Шпаррхорн (нем. Sparrhorn, 3 012 м). Бриг расположен в 54 км восточнее столицы кантона — города Сьона.

## Население
В 1798 году население Брига составляло 468 жителей, и к 1970 году оно увеличилось до 5 191 человека. После присоединения к Бригу в 1973 году округов Глис и Бригербад население увеличилось до 11 600 человек. Большая часть населения говорит на валлийском диалекте немецкого языка.

## История
Название «Бриг» происходит от кельтского «briga», означающего «холм, городище». Первые археологические находки в Бриге датируются бронзовым веком и железным веком. Раскопки показывают, что первое поселение на месте современного Брига появилось во второй половине VII века до нашей эры. Во времена Римской империи поселение было расширено.
С XIII века Бриг находится под властью епископа Сьона. С XVI века Бриг становится главным региональным центром верхнего Вале. В 1690 году к Бригу были присоединены общины Хольцйи, Глис и Гамзен.
В XVII веке наибольшим влиянием в Бриге обладал купец и банкир Каспар Йодок фон Штоккальпер (нем. Kaspar Jodok von Stockalper, 1609—1691). Он контролировал коммерческие перевозки через перевал Симплон, имел собственные соляные рудники и осуществлял строительство в Бриге. Наиболее значимой постройкой в Бриге до сих пор является его родовой замок. Но после вмешательства в политическую жизнь Штокальпер был изгнан из города, и многие годы был вынужден провести вдали от Брига.

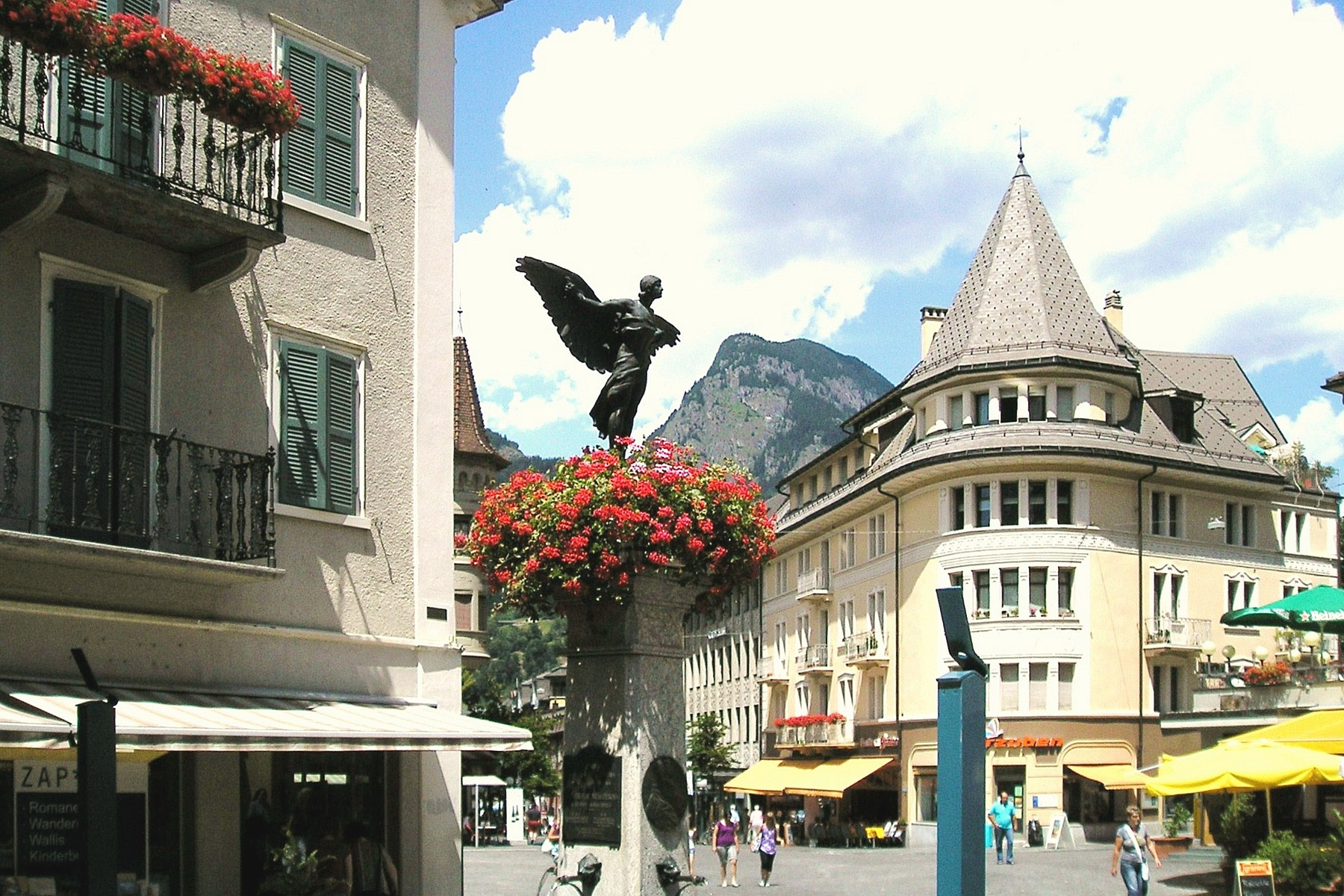
Центр Брига

В период 1801—1806 годов, во время наполеоновских войн, по поручению императора была построена дорога через перевал Симплон. 9 октября 1806 года по ней было открыто сообщение с Италией из Брига. Эта дорога утратила своё значение в XX веке с постройкой новой автомагистрали A9.
В 1878 году из Бриг была проложена железная дорога на запад. В 1906 году открыта первая очередь Симплонского тоннеля в Италию. В 1913 году был открыт южный портал Лёчбергского тоннеля, связавшего Бриг с кантоном Берн; в 1926 году железная дорога была проложена в Гомс.
В 1972 году слиянием трёх округов (Бриг, Глис и Бригербад) был образован округ Бриг-Глис. В декабре 1998 года была открыта кольцевая автодорога Бриг-Глис/Натерс, ставшая частью национального шоссе A9.

## Железнодорожный транспорт
В Бриге сходятся три железные дороги: Симплонская железная дорога (направление Домодоссола — Милан, Италия), Лёчбергская железная дорога (Симплон — Лёчберг — Берн) и Маттерхорн-Готтардская железная дорога (Дисентис-Андерматт-Фисп — Церматт).

## Достопримечательности
Бриг является частью туристического региона Алеч. В старом городе Брига расположен ряд архитектурных памятников: дворец Штоккальпера, капелла Святого Себастьяна, церковь Святого духа (1673—1688) и другие.

## Города-побратимы
- Домодоссола (Италия)